# Katou-Iaryk
Le Katou-Iaryk (en russe Кату-Яры́к, en altaï Кату Јарык, de Кату « dur » et јарык « crevasse, fissure », soit littéralement une crevasse dure, une gorge) est un col de montagne russe situé dans le raïon d'Oulagan, dans la république de l'Altaï, au sein de la chaîne de montagne de l'Altaï. Avec un dénivelé de 515 mètres, le col est l'un des plus difficiles et dangereux de l'Altaï, et permet de relier la vallée du Tchoulychman au plateau d'Oulagan et au reste de l'Altaï. Un nouveau itinéraire est en cours de construction pour diminuer la dangerosité du col.

## Géographie
Le Katou-Iaryk se situe sur la rive gauche du Tchoulychman, en bordure du plateau du Tchoulychman et près des cascades de Katou-Iaryk, Meregel-Yaryk, Elou et Kourkoure. La région fait partie de la réserve naturelle de l'Altaï, classée à l'UNESCO.
La pente sur laquelle se situe la route possède un dénivelé de 515 mètres. La route est composée de neuf lacets avec une pente moyenne de 18 %. La route ayant ces caractéristiques et étant tracée à flanc de montagne, sans barrières, fait d'elle une des routes les plus dangereuses de la région. La route est en graviers, et n'est accessible qu'aux véhicules tout terrain. Elle reste cependant ouverte toute l'année, en étant régulièrement déneigée l'hiver. Les passages sont difficiles, mais il existe des renfoncements, principalement aux virages.
La route se situe entre les kilomètres 100 et 103 de la route d'Oulagan, route reliant Aktach et la route de la Tchouïa au lac Teletskoïe en passant par Oulagan. Elle est ainsi le seul moyen pour rejoindre la rive sud du Teletskoïe.

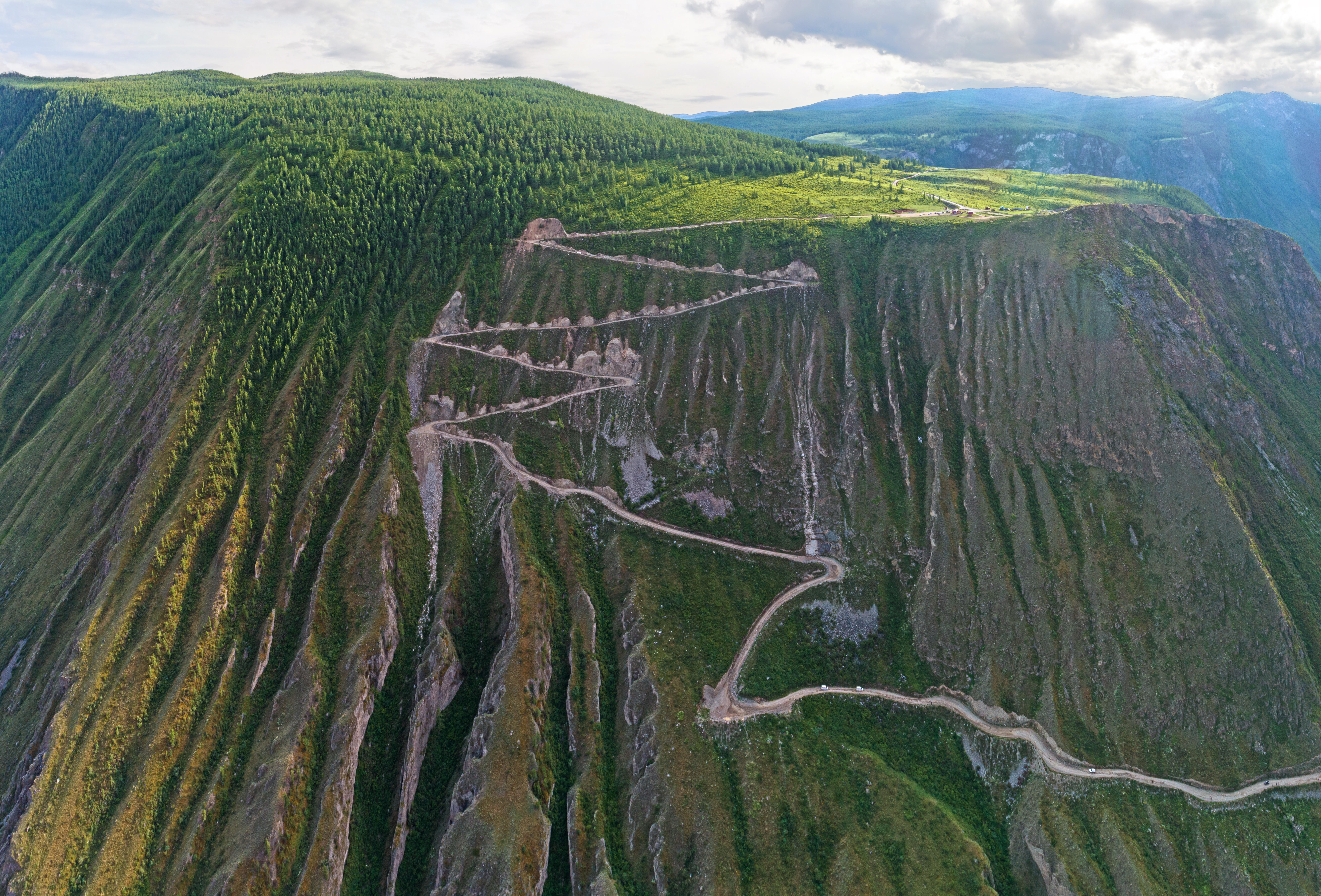
Vue des principaux lacets.
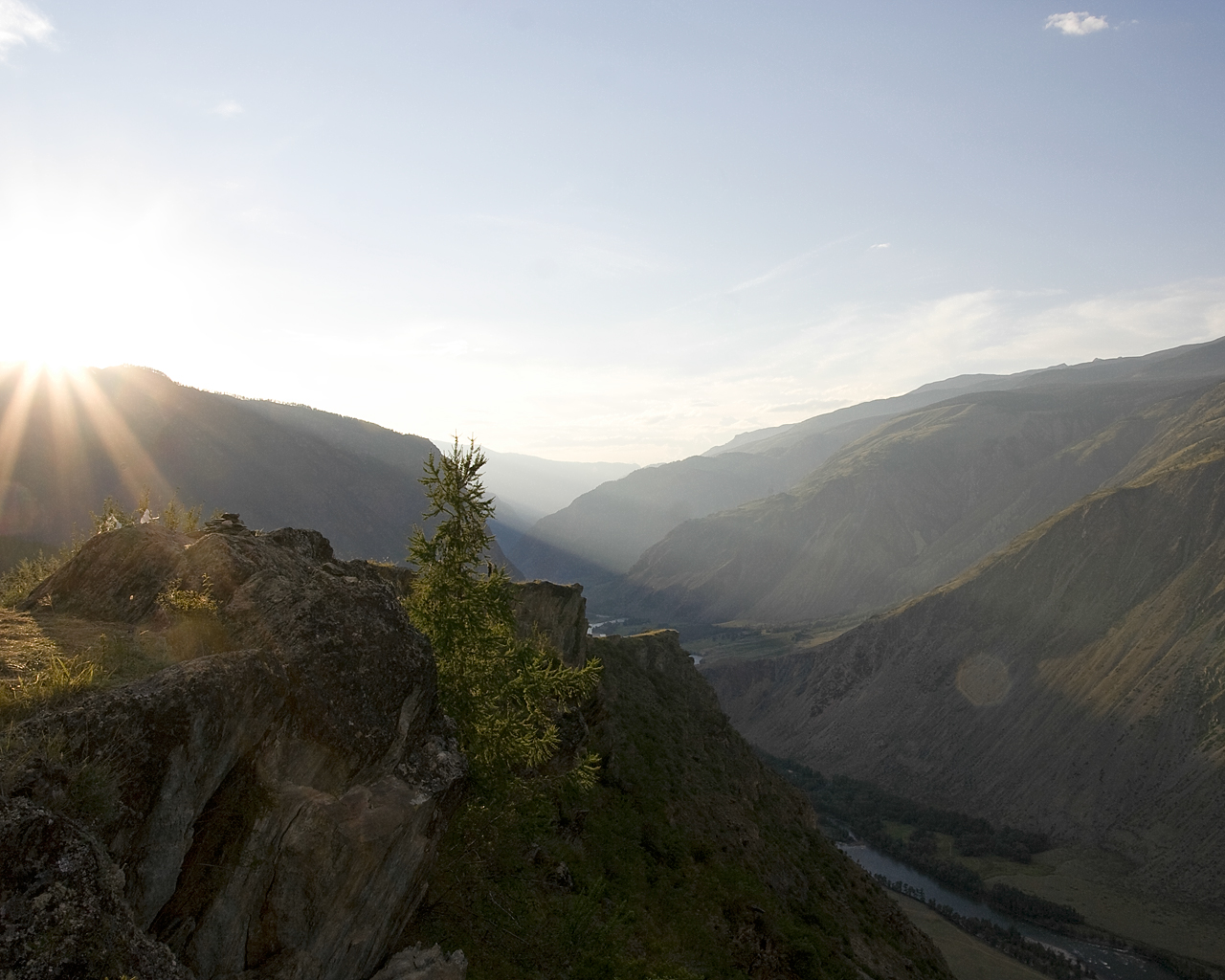
Vue vers l'aval de la rivière.
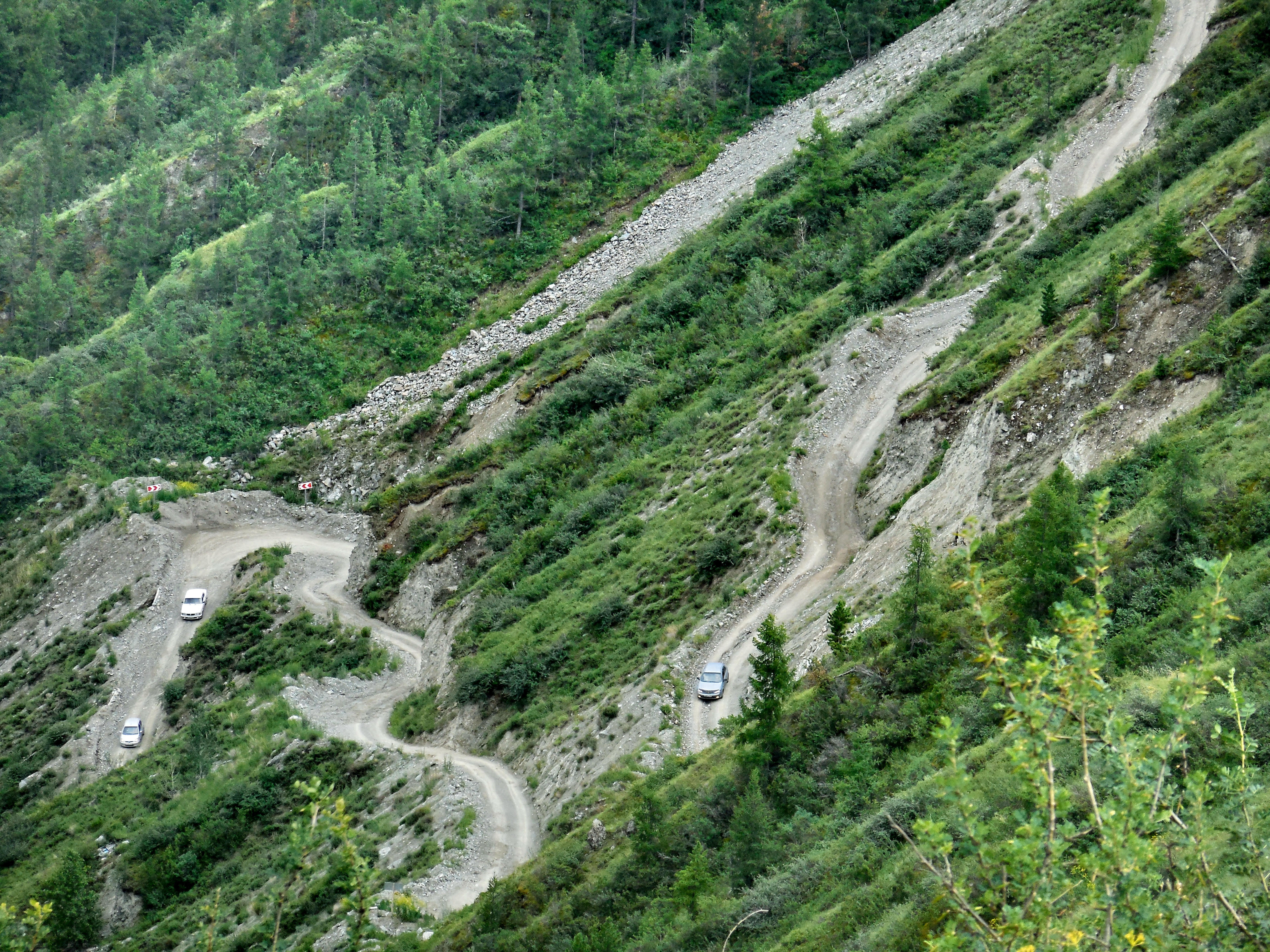
Voitures dans le col.

## Histoire

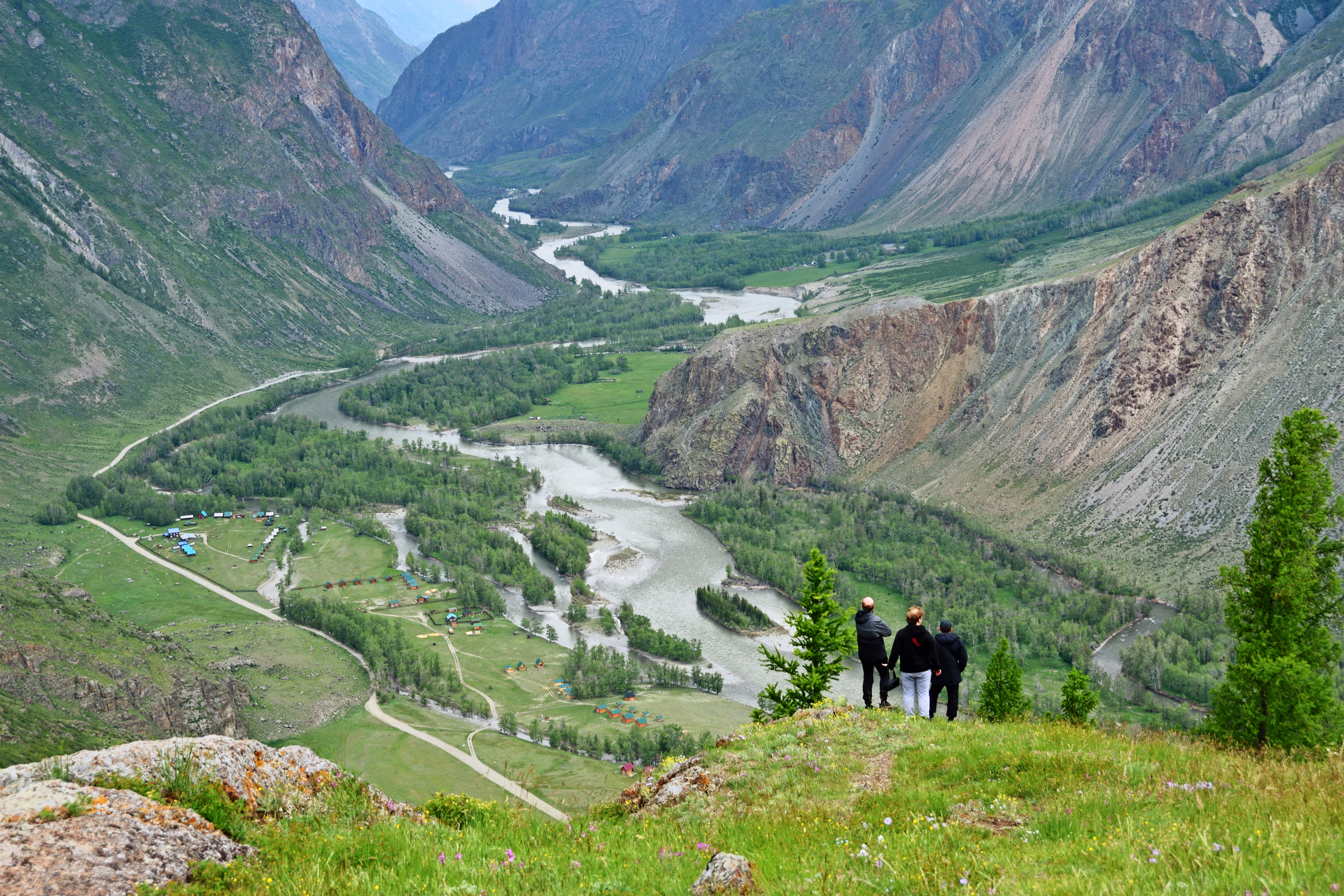
La route vers Koo et le Tchoulychman en contrebas.

L'intérêt de construire une route pour relier la vallée du Tchoulychman et ses villages de Koo et Balyktcha remonte à 1987. Jusqu'alors, les seuls moyens pour la vallée pour le transport étaient la voie navigable qu'est le lac Teletskoïe vers Artybach et Iogatch ainsi qu'une piste équestre vers Oulagan. C'est alors qu'en 1987, le directeur de la ferme d'État soviétique de l'Altaï demande à trois locaux qui avaient déjà travaillé sur d'autres projets routiers de construire la route pour l'acheminement des marchandises, en leur donnant deux bulldozers. La première phase, à l'été 1987, consista à construire la route entre Balyktouïoul et le Katou-Iaryk à travers une forêt, sur plus de 30 kilomètres. Ensuite, le Katou-Iaryk fut construit de mai jusqu'à octobre 1988 au moyen d'explosifs. Une fois l'hiver passé, la construction reprit avec la construction de la route vers Koo sur 35 kilomètres. La route de Balyktouïoul à Koo, dont le Katou-Iaryk, fut inaugurée et ouverte en octobre 1989.
En juillet 2011, après 22 ans d'ouverture du col, la république de l'Altaï annonce la construction d'un nouvel itinéraire plus sûr, avant d'être gelée en 2015 par manque de financement. Finalement, les trois locaux qui construisirent la route, déjà récompensés en 1989 de l'Insigne d'honneur, eurent une stèle inaugurée pour leur travail en bas du col.
La route a permis d'attirer plus de touristes dans la région, une zone jusque-là reculée, comme le montre le camping au pied du col et la table d'observation au col.